# Autonomní republika Krym
Autonomní republika Krym (AR Krym, ukrajinsky Автономна Республіка Крим, rusky Автономная Республика Крым, krymskou tatarštinou Qırım Muhtar Cumhuriyeti) je od roku 1991 autonomní republika na Krymském poloostrově, součást Ukrajiny. Hlavním městem je Simferopol. Součástí republiky není město Sevastopol s okolím, které má zvláštní status. Od března 2014 existuje jen de iure, území fakticky ovládá Ruská federace, která jej považuje za svou součást coby Republiku Krym.
Krymská autonomní republika existovala již v letech 1921–1944 v období Sovětského svazu. Autonomie Krymu byla obnovena v rámci Ukrajinské SSR na základě referenda z 12. února 1991 jako Autonomní sovětská socialistická republika Krym. Při rozpadu SSSR odsouhlasilo obyvatelstvo Krymu Deklaraci nezávislosti Ukrajiny, konstatující vznik suverénní a nedělitelné Ukrajiny. V rámci osamostatněné Ukrajiny měl Krym stále status autonomní republiky. Krymské úřady se následně snažily o osamostatnění Krymu na Ukrajině (v rozporu se zmíněným referendem). Spory se vyostřily, když byl krymským prezidentem zvolen separatista Jurij Meškov. V roce 1994 byla změnou ústavy Ukrajiny byl změněn název autonomní republiky na Autonomní republika Krym. V roce 1995 ukrajinský parlament zrušil úřad krymského prezidenta a další krymské zákony (schvalované od roku 1992 Krymským parlamentem) odporující ukrajinské legislativě. V roce 1998 byl nový název autonomní republiky inkorporován i do nové ústavy této autonomní republiky. Schválením této ústavy utichly až do roku 2014 separatistické tendence na Krymu.
Na konci února 2014 jako součást rusko-ukrajinské války v reakci na vnitroukrajinské události došlo k obsazení Krymu speciálními silami ruské armády. V březnu došlo k anexi Krymu Ruskou federací  jako dva federální subjekty v rámci Krymského federálního okruhu – Republika Krym a Federální město Sevastopol. Ukrajina a většina dalších zemí anexi neuznává a považuje Krym za integrální součást Ukrajiny.

## Geografie
Autonomní republika Krym zaujímá téměř celý Krymský poloostrov s výjimkou obvodu města Sevastopol, tedy 26 081 km² z celkových 26 860 km² rozlohy poloostrova. Rozkládá se mezi 44°23’ a 46°15’ severní šířky a 32°29’ a 36°39’ východní délky.
Republika sousedí po souši pouze s Chersonskou oblastí Ukrajiny, s níž je spojena úzkou Perekopskou šíjí. Po moři dále sousedí se Záporožskou oblastí a přes Kerčský průliv s Krasnodarským krajem Ruské federace.

## Historické pozadí
AR Krym vznikla v říjnu 1921 jako Krymská autonomní sovětská socialistická republika, po postupném odsunu krymských Němců, Tatarů, Řeků, Arménů a Bulharů byla však její autonomie roku 1945 zrušena a Krym se stal oblastí. 19. února 1954 byl z iniciativy N. S. Chruščova Krym vyňat z Ruské SFSR a přičleněn k Ukrajinské SSR při příležitostí třístého výročí Perejaslavské rady — příklonu Ukrajiny k Ruské říši. Důvodem byly „blízké ekonomické a kulturní vztahy Krymské oblasti s Ukrajinskou SSR“.[zdroj?]

## Dějiny Autonomní republiky Krym

Státy, které uznaly výsledky Krymského referenda

Předchůdkyní Autonomní republiky Krym byla Krymská autonomní SSR, která existovala v letech 1921—1945, avšak po stalinské deportaci Krymských Tatarů byla zrušena a přeměněna v řadovou oblast.
Krymští Tataři se začali vracet roku 1989, v době perestrojky. Několik měsíců před rozpadem SSSR, 12. února 1991, byla na základě celokrymského referenda utvořena Autonomní republika Krym, tehdy ještě v rámci Ukrajinské SSR. Po dalším referendu, podpořivším vznik nezávislé a nedělitelné Ukrajiny se Krym stal součástí suverénního státu Ukrajiny.
Krymská vláda podporovaná rusky mluvící většinou obyvatelstva usilovala v 90. letech o větší nezávislost na Ukrajině, ekonomickou samosprávu či o zavedení moskevského času. Ukrajina tyto snahy od začátku označuje za separatistické. 5. května 1992 krymská vláda vyhlásila nezávislou republiku a o den později vlastní ústavu. Následně došlo ke konfliktu s místním parlamentem, který ovšem samostatnost také podporoval.
Do sporu zasáhla roku 1995 ukrajinská vláda zrušením krymské ústavy a prezidentského úřadu a zavedením přímé správy ukrajinského prezidenta, která byla zrušena až po zklidnění situace koncem roku 1995. Následující rok vstoupila v platnost nová ústava definující Krym jako součást Ukrajiny. Aktualizována byla po dvou letech, kdy byl ustanoven také současný název — Autonomní republika Krym. Od roku 2000 má autonomní republika také vlastní hymnu.
Na počátku 21. století byla již vnitřní situace klidnější, přesto Krym zůstával místem pnutí mezi Ruskem a Ukrajinou. Série občanských protestů Euromajdan, jež vedla k pádu Viktora Janukovyče a převzetí moci na Ukrajině opozicí, vyústila na konci února 2014 v anexi Krymu Ruskem. 27. 2. obsadili Krymský parlament ozbrojenci.  Jejich identita nebyla zprvu známá a Rusko jakékoli zapojení popíralo, nicméně později přiznalo, že šlo o ruské vojáky.  11. března schválil těmito ozbrojenci obsazený krymský zákonodárný sbor zákon o referendu o nezávislosti celého Krymského poloostrova, včetně Sevastopolu, na Ukrajině. Toto referendum proběhlo 16. března s výsledkem připojení k Rusku. Mnoho kritiků považuje toto referendum za zfalšované; manipulaci s výsledky referenda potvrdila i Rada při úřadu prezidenta Ruské federace pro rozvoj občanské společnosti a lidských práv. 17. března 2014 vyhlásil Krym včetně Sevastopolu nezávislost jako Republika Krym, kterou obratem uznalo Rusko.  Den poté byly Republika Krym a Federální město Sevastopol přijaty jako dva federální subjekty Ruské Federace. Území Republiky Krym jako ruského subjektu je tedy totožné s územím Autonomní republiky Krym. V reakci na to byla přijata rezoluce Valného shromáždění OSN vyhlašující toto referendum za ilegální a potvrzující Krym jako integrální součást Ukrajiny, jejíž celistvost zaručují platné mezinárodní úmluvy.

## Administrativní členění

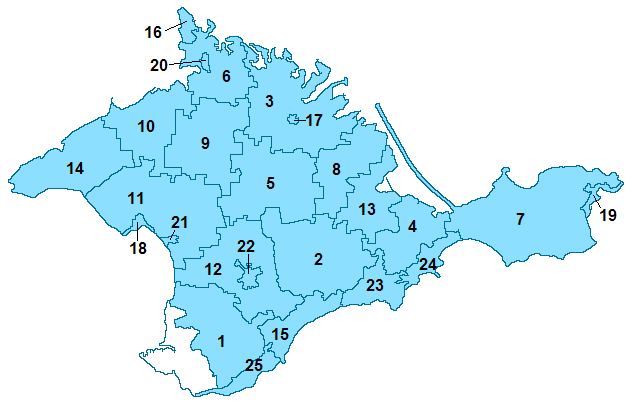

| rajóny 1. Bachčysarajský (Bachčisarajský) 2. Bilohirský (Bělogorský) 3. Džankojský 4. Kirovský 5. Krasnohvardijský (Krasnogvardějský) 6. Krasnoperekopský 7. Leninský | 8. Nyžňohirský (Nižněgorský) 9. Pervomajský 10. Rozdolenský (Razdolenský) 11. Sacký 12. Simferopolský 13. Sovětský 14. Čornomorský (Černomorský) | městské rady 15. Aluštská 16. Armjanská 17. Džankojská 18. Jevpatorijská 19. Kerčská 20. Krasnoperekopská 21. Sacká | 22. Simferopolská 23. Sudacká 24. Feodosijská 25. Jaltská |

## Obyvatelstvo

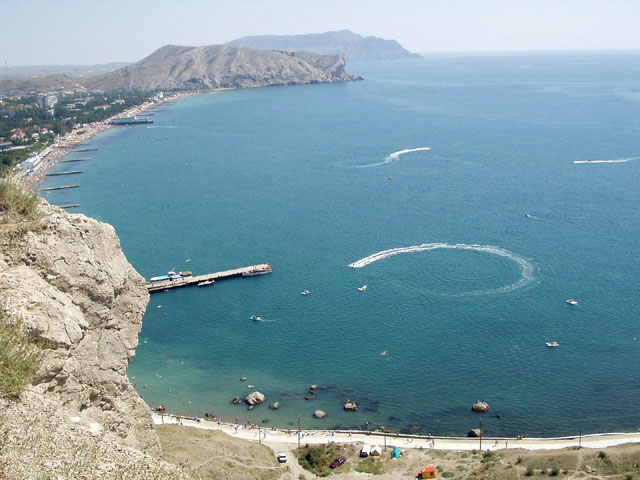
Zátoka u města Sudak.

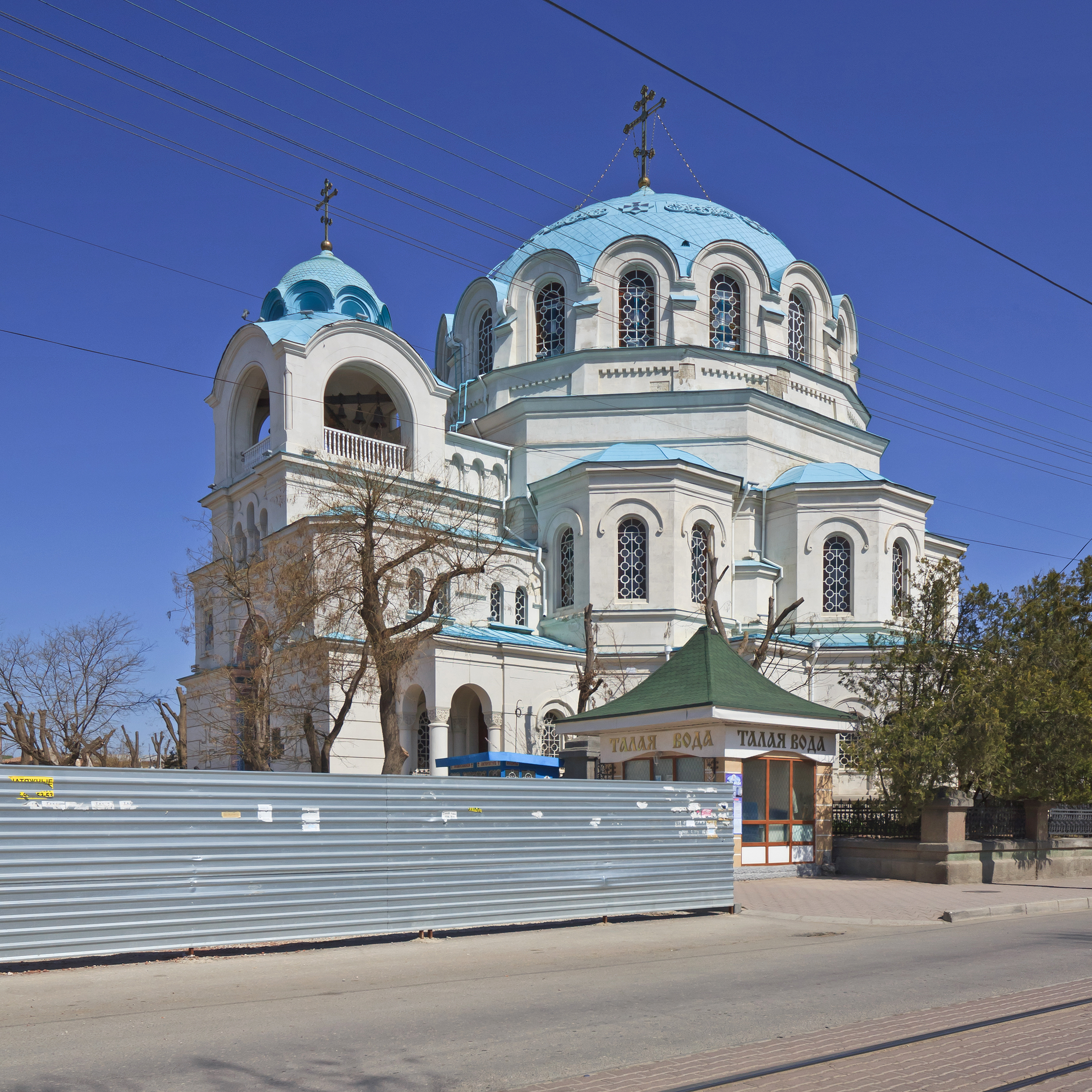
Jevpatorija, pravoslavný chrám.

V Krymské republice žije přibližně 2 000 000 obyvatel, z nich je okolo 58 % ruské národnosti, 24 % ukrajinské a 13 % krymskotatarské, převážně užívaným jazykem je ruština. V souvislosti s návratem Krymských Tatarů do svých domovů na Krymu není zatím vyřešena otázka jejich národnostní integrace. Mezi méně početné menšiny patří například Řekové.

### Města nad 10 000 obyvatel
Následující tabulka podává přehled větších měst na Krymu. Města se statutem republikového významu jsou vyznačena tučně; stejně tak Sevastopol, který administrativně není součástí Krymské republiky. Na rozdíl od ostatních ukrajinských oblastí je u jmen měst uveden v závorce také ruský název, neboť užívání ruštiny – druhého oficiálního jazyka Autonomní republiky Krym – zde výrazně převažuje.
| Město                                 | Ukrajinský název  | Ruský název       | Krymskotatarský název | Počet obyvatel 1. I. 2006 |
| ------------------------------------- | ----------------- | ----------------- | --------------------- | ------------------------- |
| Simferopol                            | Сiмферополь       | Симферополь       | Aqmescit              | 340 644                   |
| Sevastopol                            | Севастополь       | Севастополь       | Aqyar                 | 340 295                   |
| Kerč                                  | Керч              | Керчь             | Kerç                  | 151 327                   |
| Jevpatorija                           | Євпаторiя         | Евпатория         | Kezlev                | 106 456                   |
| Jalta                                 | Ялта              | Ялта              | Yalta                 | 79 796                    |
| Feodosija                             | Феодосiя          | Феодосия          | Kefe                  | 71 725                    |
| Džankoj                               | Джанкой           | Джанкой           | Canköy                | 39 664                    |
| Krasnoperekopsk                       | Красноперекопськ  | Красноперекопск   | Krasnoperekopsk       | 30 677                    |
| Alušta                                | Алушта            | Алушта            | Aluşta                | 29 913                    |
| Bachčysaraj (Bachčisaraj)             | Бахчисарай        | Бахчисарай        | Bağçasaray            | 26 395                    |
| Saky (Saki)                           | Саки              | Саки              | Saq                   | 26 389                    |
| Armjansk                              | Армянськ          | Армянск           | Ermeni Bazar          | 22 893                    |
| Bilohirsk (Bělogorsk)                 | Бiлогiрськ        | Белогорск         | Qarasuvbazar          | 18 399                    |
| Sudak                                 | Судак             | Судак             | Sudaq                 | 14 772                    |
| Prymorskyj (Primorskij)               | Приморський       | Приморский        | Hafuz                 | 14 338                    |
| Hvardijske (Gvardějskoje)             | Гвардiйське       | Гвардейское       | Sarabuz               | 12 621                    |
| Ščolkine (Ščolkino)                   | Щолкiне           | Щёлкино           | Şçolkino              | 11 419                    |
| Inkerman                              | Інкерман          | Инкерман          | İnkerman              | 11 263                    |
| Okťabrske (Okťabrskoje)               | Октябрське        | Октябрьское       | Büyük Onlar           | 11 100                    |
| Haspra (Gaspra)                       | Гаспра            | Гаспра            | Gaspra                | 11 063                    |
| Čornomorske (Černomorskoje)           | Чорноморське      | Черноморское      | Aqmeçet               | 10 976                    |
| Hresivskyj (Gresovskij)               | Гресiвський       | Грэсовский        | Gresovskiy            | 10 713                    |
| Krasnohvardijske (Krasnogvardějskoje) | Красногвардiйське | Красногвардейское | Qurman                | 10 661                    |
| Staryj Krym                           | Старий Крим       | Старый Крым       | Eski Qırım            | 10 101                    |

### Národnostní složení
| Rajón / město                       | Počet obyvatel | Rusové | Ukrajinci | Krymští Tataři | Ostatní |
| ----------------------------------- | -------------- | ------ | --------- | -------------- | ------- |
| Bachčysarajský (Bachčisarajský)     | 91 436         | 54,3%  | 19,6%     | 21,3%          | 4,8%    |
| Bilohirský (Bělogorský)             | 64 359         | 49,2%  | 16,2%     | 29,2%          | 5,4%    |
| Džankojský                          | 74 157         | 38,9%  | 33,8%     | 21,6%          | 5,7%    |
| Kirovský                            | 53 951         | 50,5%  | 17,6%     | 25,5%          | 6,4%    |
| Krasnohvardijský (Krasnogvardějský) | 91 336         | 48,7%  | 27,3%     | 16,7%          | 7,3%    |
| Krasnoperekopský                    | 29 589         | 33,2%  | 43,4%     | 17,2%          | 6,2%    |
| Leninský                            | 62 997         | 54,8%  | 22,9%     | 15,5%          | 6,8%    |
| Nyžňohirský (Nižněgorský)           | 50 592         | 50,4%  | 28,8%     | 16,0%          | 4,8%    |
| Pervomajský                         | 35 564         | 37,9%  | 35,1%     | 21,5%          | 5,5%    |
| Rozdolenský (Razdolenský)           | 34 323         | 41,1%  | 40,1%     | 13,3%          | 5,5%    |
| Sacký                               | 78 138         | 45,2%  | 31,5%     | 17,5%          | 5,8%    |
| Simferopolský                       | 159 034        | 49,4%  | 23,5%     | 22,2%          | 4,9%    |
| Sovětský                            | 34 349         | 48,5%  | 22,1%     | 22,2%          | 7,2%    |
| Nyžňohirský (Nižněgorský)           | 50 592         | 50,4%  | 28,8%     | 16,0%          | 4,8%    |
| Čornomorský (Černomorský)           | 32 188         | 52,8%  | 29,3%     | 12,7%          | 5,2%    |
| Alušta                              | 28 418         | 71,6%  | 23,2%     | 3,4%           | 1,8%    |
| Armjansk                            | 22 337         | 55,7%  | 36,2%     | 3,5%           | 4,6%    |
| Džankoj                             | 36 086         | 59,8%  | 25,9%     | 8,1%           | 6,2%    |
| Jevpatorija                         | 106 877        | 64,9%  | 23,3%     | 6,9%           | 4,9%    |
| Kerč                                | 145 319        | 78,7%  | 15,4%     | 1,0%           | 4,9%    |
| Krasnoperekopsk                     | 29 830         | 51,0%  | 40,9%     | 3,0%           | 5,1%    |
| Saky (Saki)                         | 23 707         | 65,1%  | 24,3%     | 5,8%           | 4,8%    |
| Simferopol                          | 337 285        | 66,7%  | 21,3%     | 7,0%           | 5,0%    |
| Sudak                               | 15 300         | 64,3%  | 19,4%     | 9,8%           | 6,5%    |
| Feodosija                           | 70 043         | 72,2%  | 18,8%     | 4,6%           | 4,4%    |
| Jalta                               | 78 115         | 65,5%  | 27,6%     | 1,3%           | 5,6%    |
| Sevastopol                          | 343 156        | 71,6%  | 22,4%     | 0,5%           | 5,5%    |

Údaje o národnostním složení jsou uvedeny na základě ukrajinského sčítání lidu v roce 2001.

## Památky a letoviska

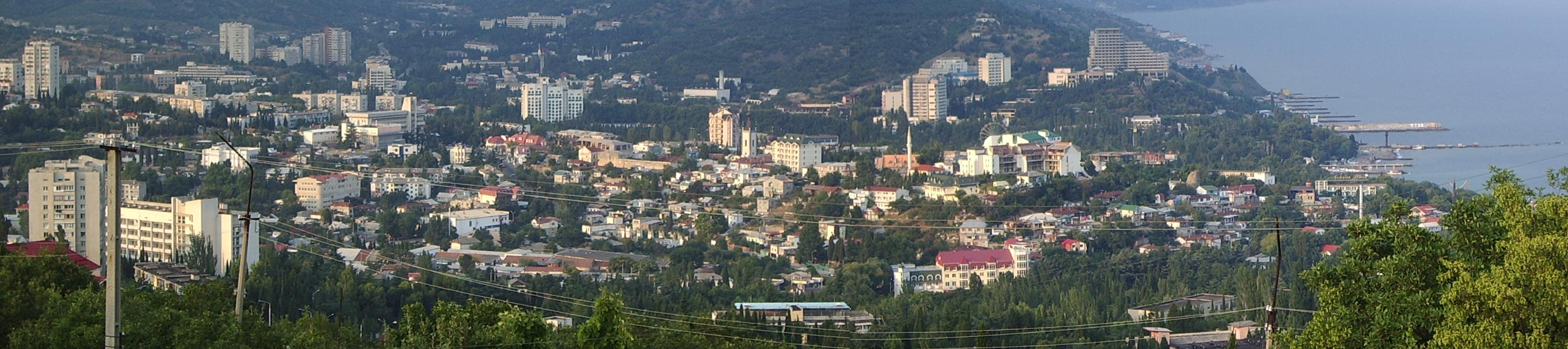
Pohled na město Alušta.

Díky své exotičnosti, příjemnému podnebí, panenské přírodě a množství kulturních památek mnoha epoch byl zejména jižní Krym už od 60. let 19. století hojně vyhledáván vyššími ruskými společenskými vrstvami, včetně carské rodiny. Za sovětské éry byl Krym vyhlášenou rekreační oblastí pro nejvyšší stranické a státní funkcionáře, stejně jako pro dělnické a pionýrské organizace. Mezi nejznámější turistická centra na pobřeží patřila a patří Jevpatorija, Jalta, Alupka, Alušta, Artěk, Gurzuf, Sudak a nejvýchodněji ležící Feodosija.
Obecně v jižním prostoru je umístěna převážná část krymských přírodních a kulturně-historických památek, jako např. archeologická naleziště z období antiky, byzantské pevnosti, jeskynní kláštery a města, tatarské vesnice, mešity a paláce (v Bachčisaraji Chánův palác s Fontánou slz, opěvovanou Puškinem).

## Trolejbusová síť

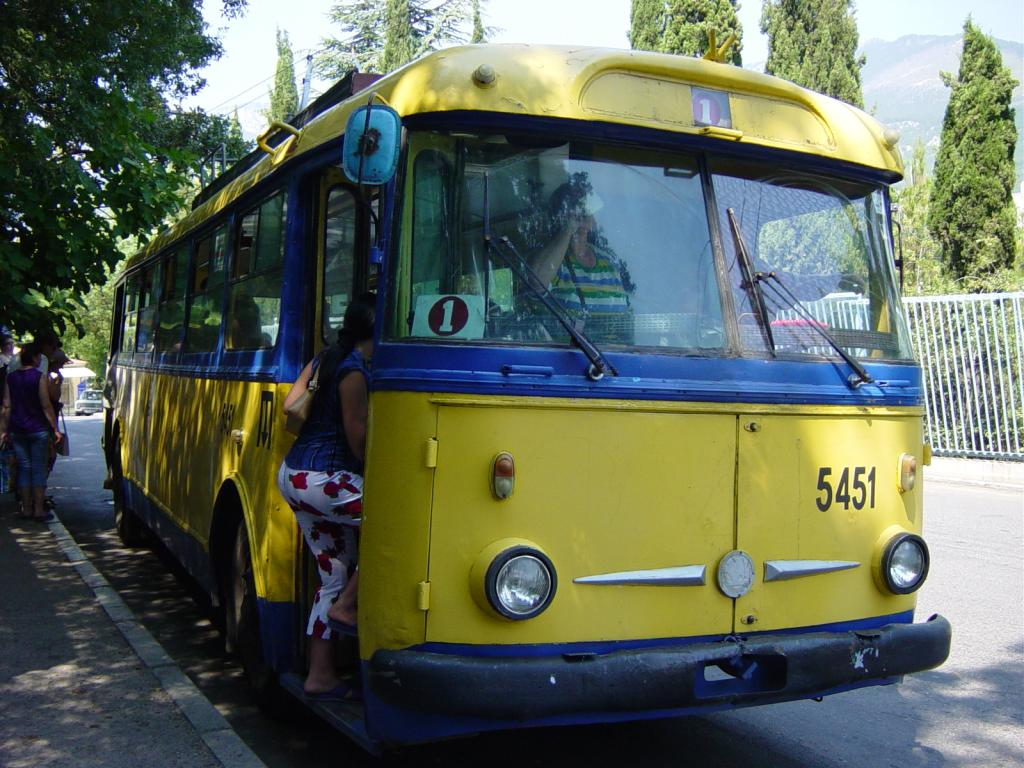
Trolejbus Škoda 9Tr na lince Simferopol – Jalta.

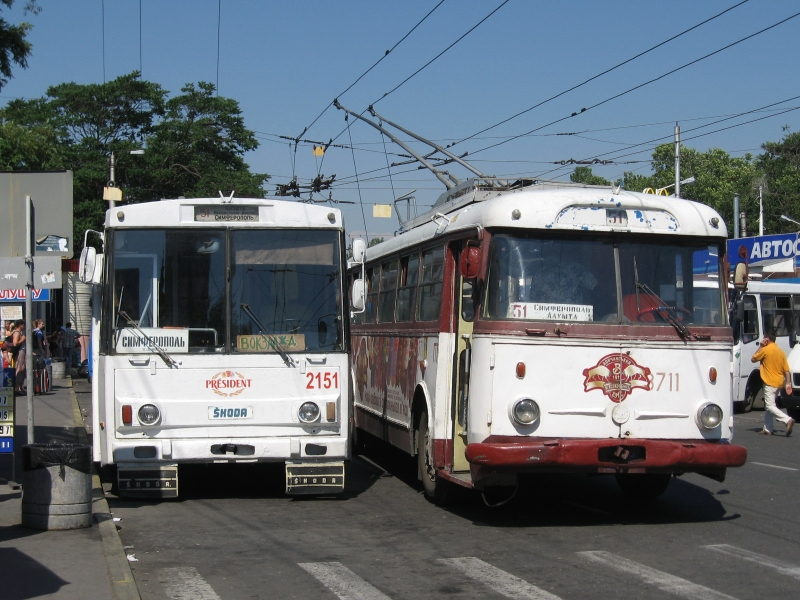
Trolejbusy Škoda 14Tr a Škoda 9Tr na meziměstské lince č. 51 před nádražím v Simferopolu

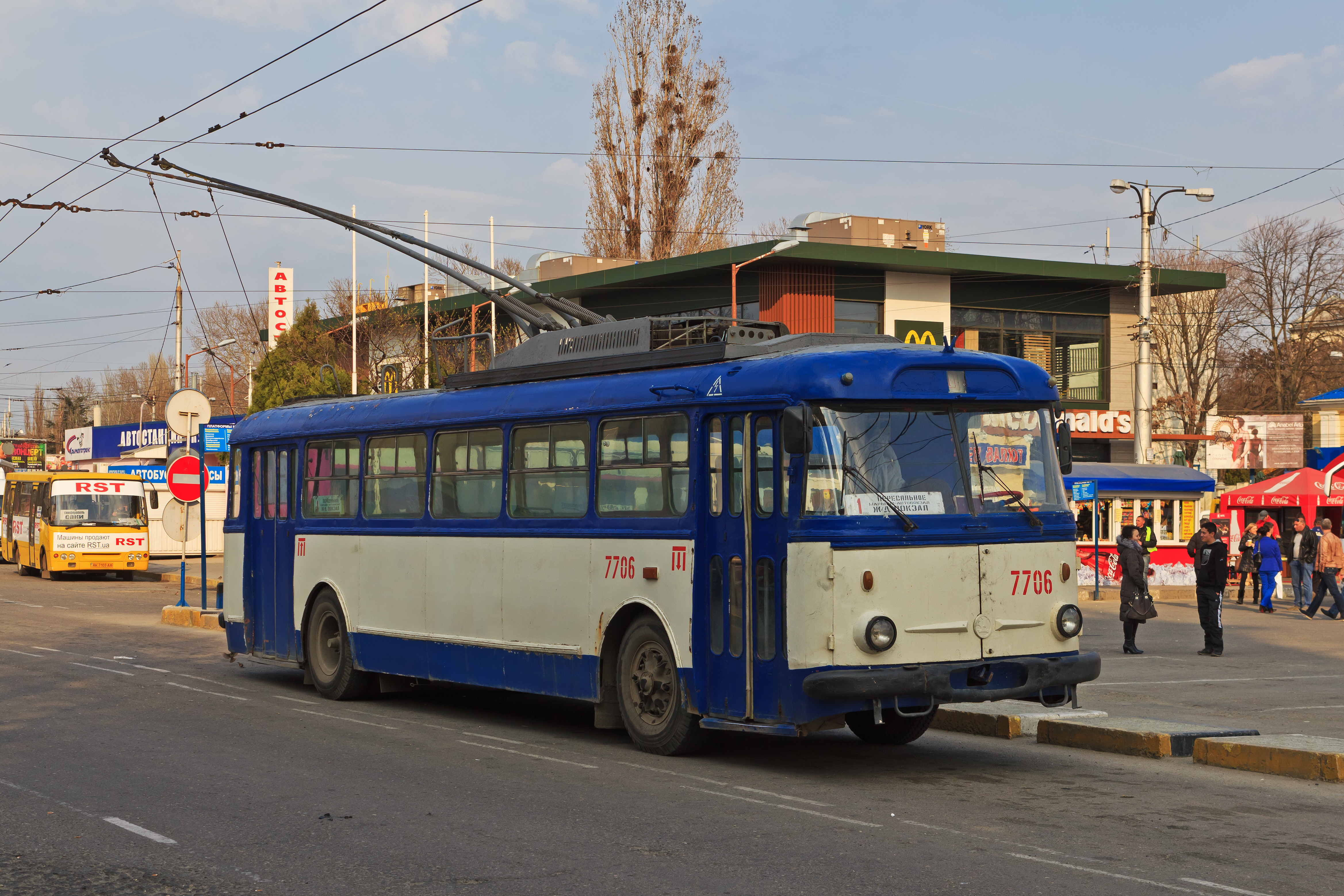
Dvoudveřový trolejbus Škoda 9Tr v Simferopolu

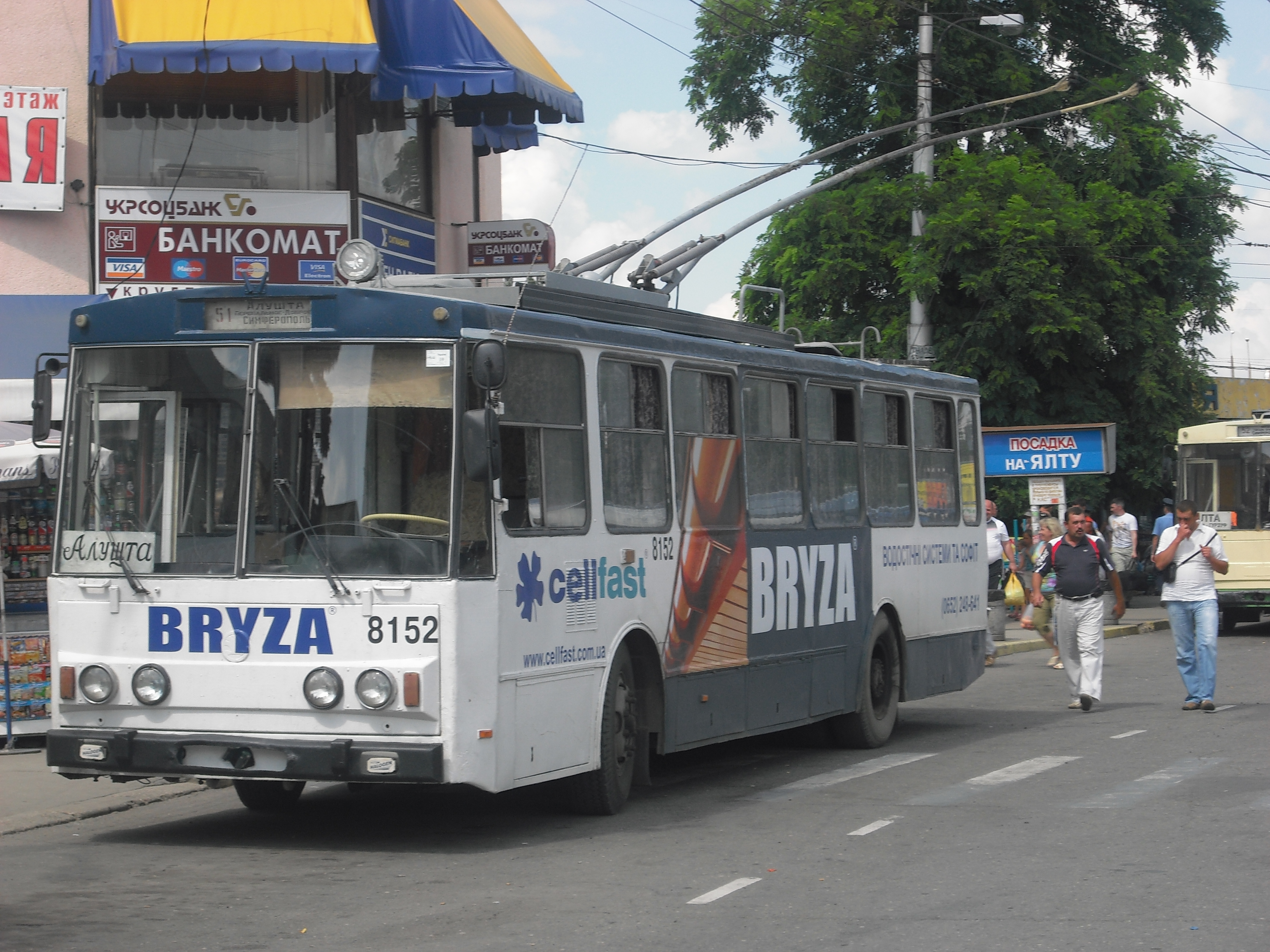
Jeden z nejnovějších trolejbusů Škoda 14Tr na lince ze Simferopolu do Alušty

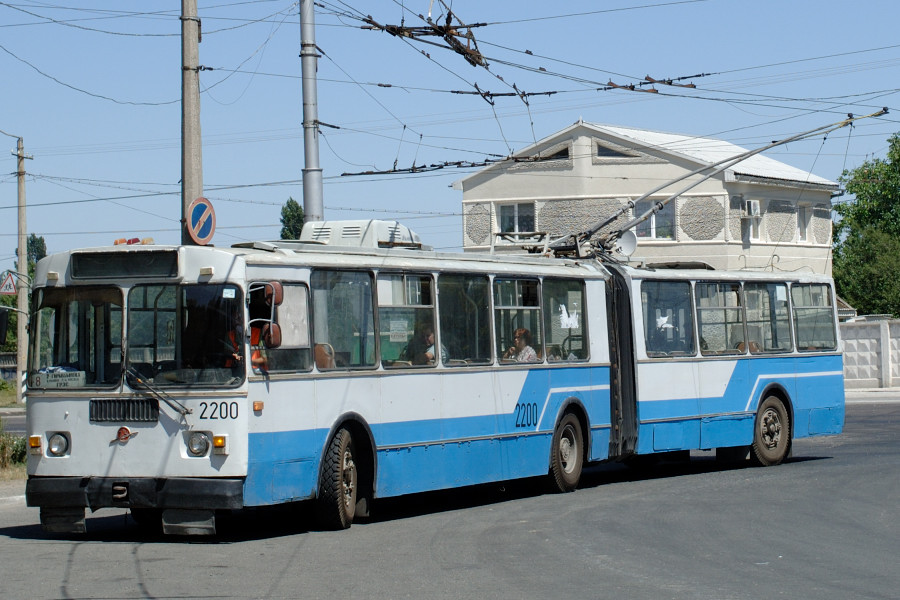
Kloubový trolejbus ZiU-620501 v Simferopolu

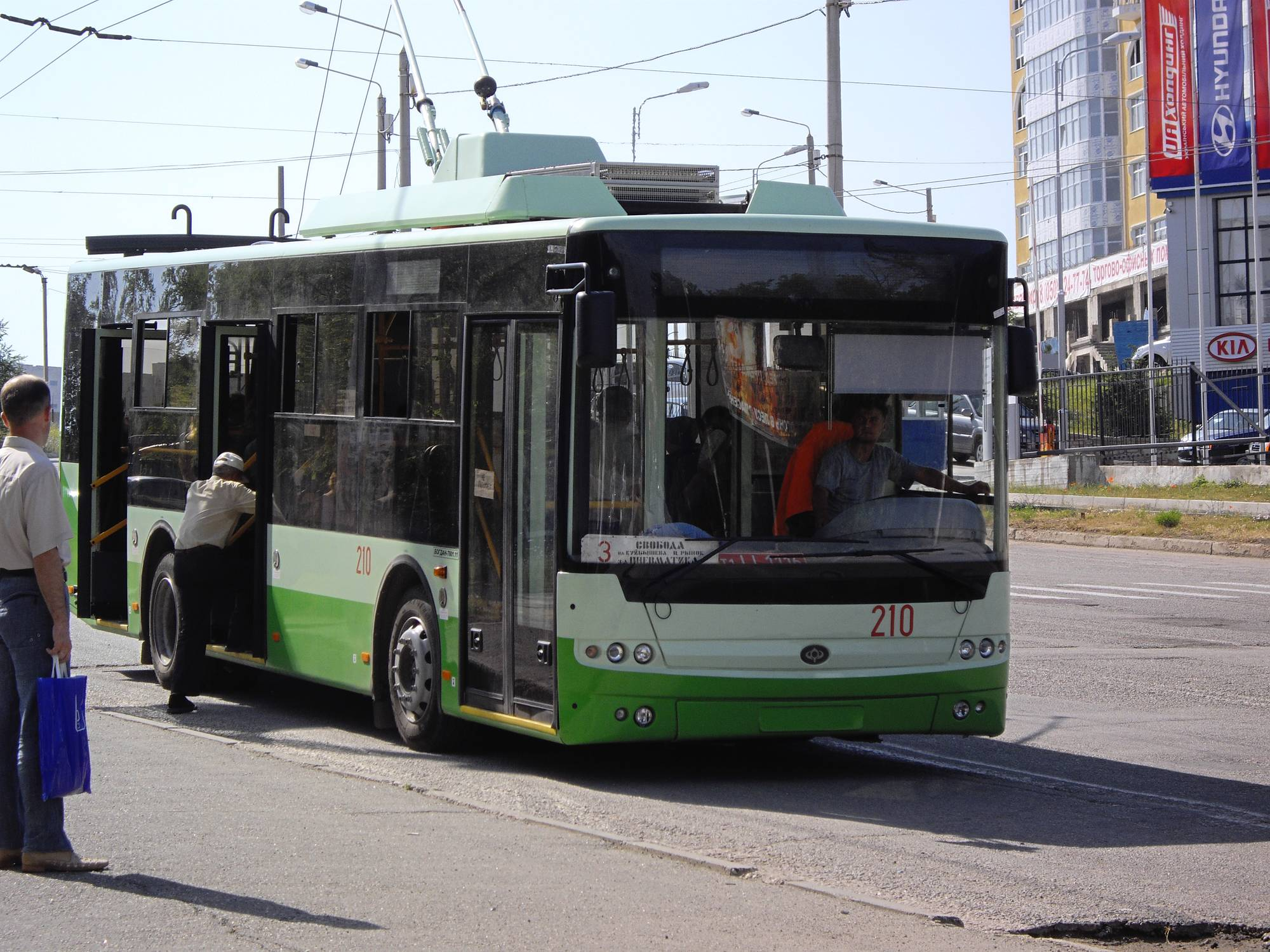
Nízkopodlažní trolejbus Bogdan T601.11 byl na simferopolských městských linkách zkoušen v létě 2009

Trolejbusová síť mezi krymskými městy Simferopol, Alušta a Jalta (zkráceně Krymský trolejbus, rusky Крымский троллейбус, ukrajinsky Кримський тролейбус) představuje nejdelší síť svého druhu v Evropě. Jedná se o systém, jehož hlavní tratí je meziměstský, 86 km dlouhý úsek.

### Charakter provozu
Krymské trolejbusy jezdí po vnitroměstských a meziměstských linkách; obsluhují tři větší města, kterými jsou Simferopol, Alušta a Jalta. Dále je zajištěna doprava i do některých menších obcí, mezi které patří například Partenit, Artěk, Gurzuf, Nikita a Massandra.
Celou meziměstskou trať projede trolejbus za 2,5 hodiny, jízda ze Simferopolu do Alušty trvá o hodinu méně. Zatímco první část tratě překonává v Angarském průsmyku (752 m) Krymské hory, v části vedoucí podél Černého moře se jedná o úsek vedený spíše po rovině mezi přímořskými letovisky.

### Historický vývoj

#### Simferopol
V 50. letech 20. století již v Simferopolu zcela nevyhovovala místní tramvajová síť. Jako řešení nakonec bylo vybráno vybudování trolejbusového systému. 7. října 1959 byly zprovozněny první tratě (včetně jedné vozovny). Šlo o úseky železniční nádraží – Moskovskaja – Kujbyševa – Marino a železniční nádraží – Sovetskaja – Kujbyševa. Městská síť se již brzy začala rozšiřovat. Další tratě byly uvedeny do provozu v roce 1962 (Sovetskaja – Centralnyj Rynok – Novoromanovka), 1963 (Moskovskaja – Krasnaja Gorka – Arabatskaja), 1964 (Kujbyševa – prospekt Pobedy – Svoboda), 1965 (Arabatskaja – prospekt Pobedy), 1966 (příměstská trať železniční nádraží – letiště), 1968 (prospekt Pobedy – Krasnaja Gorka) a 1969 (odbočka z novoromanovské tratě k letišti Zavodskoje). Tím byla simferopolská městská síť na dlouhou dobu dokončena. Bývalá tramvajová vozovna (tramvajový provoz byl ve městě zrušen v roce 1970) byla na konci 60. let přestavěna na ústřední trolejbusové dílny.
Další změny v trolejbusové síti nastaly až v 80. letech. Roku 1981 byla postavena dlouhá trať Centralnyj Rynok – 7. městská nemocnice. V roce 1983 bylo zprovozněno prodloužení z konečné Svoboda k nové trolejbusové vozovně, která byla také uvedena do provozu. Poslední postavenou tratí je zřejmě v roce 2001 zprovozněná odbočka (z tratě k městské nemocnici) na konečnou Rinok Balaklavskij.

#### Alušta, Jalta a meziměstská trať
Meziměstská trať mezi Simferopolem a Aluštou byla uvedena do provozu 6. listopadu 1959, tedy měsíc po zprovoznění prvních městských tratí v Simferopolu. V úseku simferopolské železniční nádraží – Marino (kde končí městská linka) je trolejové vedení zdvojeno, protože trolejbusy mířící do trolejbusového nádraží v Aluště jedou „expresně“, v Simferopolu totiž zastavují pouze na významných zastávkách.
Úsek mezi trolejbusovými nádražími v Aluště a Jaltě byl zprovozněn 25. července 1961. Ale již několik měsíců předtím, 28. dubna téhož roku, byl v Jaltě zahájen městský provoz mezi trolejbusovým nádražím a konečnou Krasnoarmejskaja.
Další změny v meziměstské síti nastaly až v roce 1992, kdy byla zprovozněna odbočka z meziměstské tratě do obce Krasnokamenka, kam zajíždí linka z Jalty.
V roce 1993 byla uvedena do provozu také první (a prozatím poslední) městská trať v Aluště. Odbočuje z meziměstské tratě a vede na konečnou Rabočij Ugolok.

### Současnost
Provoz na meziměstské trati i na městských linkách v Simferopolu je zajišťován společností s názvem Krymtrollejbus. Zázemí pak tvoří celkem čtyři vozovny (rusky trollejbusnyj park) – dvě z nich jsou v Simferopolu a po jedné v Aluště a Jaltě. Dva a půl tisíce zaměstnanců se podílí na přepravě asi 100 miliónů cestujících ročně.
Plné jízdné na celou trasu činí 12 hřiven (cca 1 EUR, 2010). Okolo roku 2000 dostaly krymské trolejbusy konkurenci v podobě rychlejších, avšak výrazně dražších maršrutek, jejichž plné jízdné je zhruba dvojnásobné.
V září 2007 bylo v provozu 12 městských linek v Simferopolu, 3 linky v Aluště, 3 v Jaltě a 5 meziměstských linek.

### Vozový park
Zpočátku byly nasazeny trolejbusy domácí sovětské výroby typu MTB-82D (10 kusů) a československé Škoda 8Tr v celkovém počtu 88 vozů. Krátkou epizodou je dvouleté působení sedmi trolejbusů ZiU-5, které byly v roce 1963 vyměněny za vozy Škoda do Dněpropetrovsku. V roce 1962 se uskutečnila první dodávka trolejbusů Škoda 9Tr, kterých bylo do roku 1981 dodáno celkem 580 kusů, z nichž část je dosud v provozu. Mezi lety 1980 a 1990 byly dodávány vozy typu Škoda 14Tr (celkem 162 vozidel) a v roce 1990 také šest kloubových trolejbusů Škoda 15Tr. Poté byla obnova vozového parku kvůli ekonomickým a politickým změnám ukončena, neboť dopravce již neměl finanční prostředky na nákup československých trolejbusů. V průběhu následujících 20 let se v provozu Krymského trolejbusu objevily jednotlivé kusy různých typů především ukrajinských vozů. Jednalo se o vozy JuMZ-T1, JuMZ-T2.09, ZiU-620501, Kiev-12.03, Kiev-12.04 a AKSM-321. Teprve v roce 2010 podepsal dopravce smlouvu na dodání 31 nízkopodlažních trolejbusů Bogdan T701.10 (se stejnosměrnou elektrickou výzbrojí TV Progress; první dodán již 21. října 2010) pro městský provoz a 30 vozů Bogdan T701.15, které jsou určeny především pro meziměstské linky, kvůli čemuž mají výkonnější asynchronní motory a střídavou výzbroj TV Europulse. Další trolejbusy Bogdan byly dodány na konci roku 2011. Jednalo se o 21 standardních městských vozů T701.10, 19 městských jedenáctimetrových vozů T601.11, dva příměstské patnáctimetrové vozy T801.10 a 14 standardních meziměstských vozů T701.15.
Velká část starších trolejbusů, které byly určeny k provozu na dlouhé meziměstské lince, byla upravena pro dálkový provoz na této trati. Vozy určené pro městský a meziměstský provoz totiž nejsou zaměňovány.
V roce 1999 disponovaly všechny vozovny dohromady více než 400 vozidly, prakticky výhradně se jednalo o československé typy Škoda 9Tr a Škoda 14Tr. Na konci roku 2010 tvořilo vozový park 308 trolejbusů, z čehož největší počet 170 kusů stále tvořily vozy 9Tr (nejstarší z nich, evidenční číslo 5359, byl vyroben v roce 1971 a v roce 2010 byl zapsán do Guinnessovy knihy rekordů jako nejstarší trolejbus v provozu s cestujícími na světě). Dále byly zastoupeny typy 14Tr (107 ks), 15Tr (6 ks), JuMZ-T1 (6 ks), AKSM-321 (5 ks), JuMZ-T2.09 (4 ks), Bogdan T701.10 (4 ks), Kiev-12.03 (3 ks), ZiU-620501 (2 ks) a Kiev-12.04 (1 ks). K 1. červnu 2011 čítal vozový park 224 trolejbusů, z nichž 151 bylo značky Škoda.